# Guam Shipyard Football Club
O Guam Shipyard Football Club é um clube de futebol da cidade de Harmon (Guam), em Guam. É a principal equipe do território, e manda seus jogos no Harmon Soccer Field.

## Títulos
Campeonato Guamês: 9 (1995, 1996, 1999, 2000, 2001, 2002, 2003, 2005 e 2006)
 Copa de Guam: 4 (2010, 2012, 2015 e 2017)